# 5-HT7 receptor
 receptor je član familije G-protein spregnutih receptora. On se aktivira neurotransmiterom serotoninom (5-hidroksitriptamin, 5-HT) 5-7 receptor je spregnut sa  (stimuliše produkciju intraćelijskog signalnog molekula cAMP) i izražen je u mnoštvu humanih tkiva, a posebno u mozgu, gastrointestinalnom traktu, i u raznim krvnim sudovima. Ovaj receptor je bio meta razvoja lekova za lečenje nekoliko kliničkih poremećaja.  receptor je kodiran  genom, koji kod ljudi ima tri splajsne varijante.

## Funkcija
Kod ljudi, neurotransmiter serotonin (5-Hidroksitriptamin (5-HT)) učestvuje u raznim kognitivnim i behavioralnim funkcijama. Serotoninski receptor inicira signalnu kaskadu koja započinje oslobađanjem stimulatornog G protein  iz GPCR kompleksa.  zatim aktivora adenilat ciklazu koja povišava Intracelularne nivoe sekundarnih glasnika cAMP.
 receptor učestvuje u relaksaciji glatkih mišića vaskulaturnog i gastrointestinalnog trakta. Najviše gustine 5-HT7 receptora su u talamusu i hipotalamusu. On je prisutan u znatnoj meri i u hipokampusu i korteksu. 5-sub>7 receptor učestvuje u termoregulaciji, cirkadijalnom ritmu, učenju, memoriji, i spavanju. Smatra se da ovaj receptor učestvuje i u regulaciji raspoloženja, i da je stoga možda podesna meta za lečenje depresije.

## Ligandi
Brojni ligandi se vezuju za 5-HT7 receptor sa umerenim do visokog afiniteta.

### Agonisti
- 5-Karboksamidotriptamin (5-CT)
- 5-Metoksitriptamin (5-MT, 5-MeOT)
- (mešoviti 5-1A/5-7 agonist)[7]
- (4-(2-Difenil)-N-(1,2,3,4-tetrahidronaftalen-1-il)-1-piperazineheksanamid)
- (4-[2-(Metiltio)fenil]--(1,2,3,4-tetrahidro-1-naftalenil)-1-piperazineheksanamid)
- ω-Metilserotonin[8]
- -(1,2,3,4-Tetrahidronaftalen-1-il)-4-aril-1-piperazineheksanamidi (mogu da funkcionišu kao bilo agonist ili antagonist u zavisnosti od bočnog lanca)[9][10]

### Antagonisti
Antagonisti se vezuju za receptor ali ne proizvode fiziološki respons, nego blokiraju dejstvo agonista ili inverznih agonista. Inverzni agonisti inhibiraju konstitutivnu aktivnost receptora, čime proizvode funkcionalne efekte suprotne agonistima (kod 5-HT7 receptora: ↓cAMP). Antagonisti i inverzni agonisti se tipično kolektivno nazivaju „antagonistima“ i, u slučaju 5-HT7 receptora, diferencijacija između antagonista i inverznih agonista je problematična zbog različitih nivoa efikasnosti inverznih agonista među splajsnim varijantama receptora. Na primer, mesulergin i metergolin su antagonisti na  i  izoformama, dok su inverzni agonisti na  splajsnoj varijanti.
- 33-ethil-6-fluoro-1,3-dihidro-2H-indol-2-on[14]
- Amisulprid[15]
- Amitriptilin
- Amoksapin
- Aripiprazol
- Klomipramin
- Klozapin
- Ciproheptadin
- N,N-Dimetiltriptamin
- (mešoviti  antagonist)
- Flufenazin
- Fluperlapin
- Imipramin
- Ketanserin
- Loksapin
- LSD
- Maprotilin
- Mesulergin
- Metisergid
- Mianserin
- Olanzapin
- Ritanserin
- [16][17][18]
- [18]
- (visoko 5-HT7 selektivan)[19]
- [20]
- SB-691,673[16]
- Sertindol
- Spiperon
- Sulpirid
- Tenilapin
- TFMPP
- Trifluoperazin
- Ziprasidon
- Zotepin

#### Inaktivirajući antagonisti
Inaktivirajući antagonisti su nekompetitivni antagonisti koji permanentno onesposobljavaju receptor, što je naizgled slično desenzitaciji receptora. Do inaktivacije  receptor ne dolazi putem klasičnih mehanizama kao što su fosforilacija, regrutovanje beta-arestina, i internalizacija. Inaktivirajući antagonisti interaguju sa  receptorom u ireverzibilnom/pseudo-ireverzibilnom maniru, kao što je slučaj sa [3]risperidonom.
- Bromokriptin[23]
- Lisurid[23]
- Metergolin[23]
- Metiotepin[22]
- Paliperidon[22]
- Risperidon[22]

## Spoljašnje veze
- „5-HT7”. IUPHAR Database of Receptors and Ion Channels. International Union of Basic and Clinical Pharmacology. Архивирано из оригинала 03. 03. 2016. г.